# Copestylum varians
Copestylum varians är en tvåvingeart som först beskrevs av Jacques-Marie-Frangile Bigot 1875.  Copestylum varians ingår i släktet Copestylum och familjen blomflugor. Inga underarter finns listade i Catalogue of Life.